# 485 (číslo)
Čtyři sta osmdesát pět je přirozené číslo. Následuje po čísle čtyři sta osmdesát čtyři a předchází číslu čtyři sta osmdesát šest. Římskými číslicemi se zapisuje CDLXXXV a řeckými číslicemi υπε.

## Matematika
485 je:
- Deficientní číslo
- Poloprvočíslo
- Nešťastné číslo

## Astronomie
- (485) Genua je planetka hlavního pásu, kterou objevil v roce 1902 Luigi Carnera

## Roky
- 485
- 485 př. n. l.